# Hind Zazaová
Hind Zazaová (* 1. ledna 2009, Hamá) je syrská stolní tenistka.
Zazaová byla nejmladší sportovkyní na světě, která se kvalifikovala na olympijské hry v Tokiu 2020. Porazila libanonskou Marianu Sahakianovou, 4–3 ve finále žen v kvalifikačním turnaji Západoasijských olympijských her v Jordánsku, a stala se prvním syrským sportovcem, který soutěžil na olympijských hrách ve stolním tenise.
Na olympiádě však vypadla v prvním kole turnaje.